# بوهموند ششم انطاکیه
بوهموند ششم (انگلیسی: Bohemond VI of Antioch) شاهزاده انطاکیه و طرابلس (۱۲۵۲–۱۲۷۵) بود. او پس از مرگ پدرش با اینکه هنوز به سن قانونی برای اداره حکومت نرسیده بود، با کمک و حمایت لوئی نهم، پادشاه فرانسه موفق به کسب قدرت شد. لوئی نهم همچنین مقدمات ازدواج وی با سیبلا را فراهم کرد و به این ترتیب دشمنی قدیمی میان ارمنستان و انطاکیه را پایان داد. به دنبال این ازدواج، بوهموند در اتحادی مشترک با پادشاه کیلیکیه و مغولان به بندر لاذقیه که از سال ۱۱۸۸ از تسلط آنها حارج گردیده بود، لشکر کشید اما در تصرف آنجا به موفقیتی نرسید. پس از شکست مغولان در نبرد عین جالوت از ممالیک، قلمروی بوهموند مورد حمله ممالیک قرار گرفت تا سرانجام در مه ۱۲۶۸ انطاکیه به دست ممالیک سقوط کرد تا حکومت شاهزاده‌نشین انطاکیه منقرض گردد. بوهموند با این حال بوهموند پیمان صلحی ده ساله با بیبرس منعقد کرد تا طرابلس که در آن زمان در آنجا مستقر شده بود مدتی در امان باشد. او سرانجام در سال ۱۲۷۵ درگذشت و پسرش بوهموند هفتم به کنت‌نشین طرابلس رسید.